# رحمانية الفيصلي (غرب كارون)
رحمانية الفيصلي (بالفارسية: رحمانیه فیصلی) هي منطقة سكنية تقع في إيران في قسم غرب كارون الريفي. يقدر عدد سكانها بـ 440 نسمة بحسب إحصاء 2016.